# 한국공정거래조정원
한국공정거래조정원(韓國公正去來調停院, Korea Fair Trade Mediation Agency)은 독점규제 및 공정거래에 관한 법률 제48조의2 (한국공정거래조정원의 설립 등)에 근거하여 설립된 공정거래위원회 산하기관이다.

## 설립 목적
불공정거래행위로 인한 중소기업의 피해를 당사자간의 자율적인 조정을 통해서 신속하게 해결하고 급격하게 변화하는 경제환경에 대응하며 새로이 발생하는 산업분야 및 거래행태에 대한 조사연구를 통해서 법집행의 효율성을 지원하고 경쟁문화 확산을 위해 교육기능을 수행할 기구의 필요성에 따라 설립

## 주요기능 및 역할

### 분쟁 조정
공정거래, 가맹사업거래, 하도급거래, 대규모유통업거래, 대리점거래에 있어서의 불공정행위 및 불공정약관으로 인한 사업자들의 분쟁을 전문가로 구성된 분쟁조정협의회의 조정을 통해 신속히 해결
<분쟁조정 대상>
- 공정거래 분쟁

```
- 근거법률 : 공정거래법 제23조(불공정거래행위의 금지) 제1항
- 분쟁유형 : 거래상 지위남용, 거래거절, 거래강제, 사업활동 방해, 차별적 취급 등
```

- 가맹사업거래 분쟁

```
- 근거법률 : 가맹사업거래의 공정화에 관한 법률
- 분쟁유형 : 가맹본부의 허위ㆍ과장정보제공, 정보공개서 미제공, 부당한 계약해지 및 가맹금 반환 등
```

- 하도급거래 분쟁

```
- 근거법률 : 하도급거래 공정화에 관한 법률 
- 분쟁유형 : 하도급대금 미지급, 부당감액, 부당한 발주취소, 수령거부 등 
```

- 대규모유통업거래 분쟁

```
- 근거법률 : 대규모유통업에서의 거래 공정화에 관한 법률
- 분쟁유형 : 부당한 대금감액, 부당한 수령거부/지체, 상품의 부당한 반품, 판촉비 부담 전가 등
```

- 약관 분쟁

```
- 근거법률 : 약관의 규제에 관한 법률
- 분쟁유형 : 부당하게 불리한 조항의 약관, 부당한 계약해지 또는 해제권 제한 등
```

- 대리점거래 분쟁

```
- 근거법률 : 대리점거래의 공정화에 관한 법률
- 분쟁유형 : 계약서 미작성/미교부, 구입강제, 경제상 이익제공 강요, 판매목표 강제, 불이익 제공 등
```

### 공정거래연구
시장ㆍ산업의 분석 및 사업자의 거래관행과 행태 분석 등 
- 급변하는 시장경쟁 상황을 점검하며 주요 산업별 경쟁 제한성 분석 및 업종별 거래행태에 대한 조사ㆍ연구를 통해 경쟁당국의 합리적인 정책 수립 및 효율적인 법집행 지원

<연구분야>
- 시장분석

```
- 디지털 경제로의 전환 등 급변하는 경쟁상황에 대한 시장분석 수행
```

- 사업자 거래행태 분석

```
- 조정신청이 많고 불공정행위가 빈번한 업종의 거래 행태를 분석하고 제도 개선방안 제시
```

- 법집행 효과분석

```
- 공정거래위원회의 법집행이 구체적으로 시장의 경쟁상황에 어떤 영향을 미쳤는지 분석
```

### 공정거래 문화 확산을 위한 사업
가맹종합지원센터 운영, 공정거래자율준수프로그램(CP) 등급평가, 정보공개서 등록, 협약이행평가, 동의의결 이행관리, 공정거래교육 등 자율적인 상생문화가 정착 및 확산될 수 있도록 지원
- 가맹종합지원센터 운영

```
- 가맹분야 분쟁 생애주기에 맞춰 가맹본부, 가맹점사업자(및 단체포함), 가맹희망자가 영업 현장에서 느끼는 애로점과 고충을 신속히 해결하고 분쟁을 예방할 수 있도록 '애로·고충 상담 및 공정위 신고지원', '소송지원', '분쟁예방교육', '상생협력 촉진활동' 등을 수행
```

- 공정거래자율준수프로그램(Compliance Program) 등급평가

```
- CP를 도입한지 1년 이상 경과한 기업 중 평가를 신청한 기업을 대상으로 매년 1회 이상 CP운영실적 등을 기준으로 기업별 등급 산정
```

- 정보공개서 등록심사

```
- 가맹사업자 및 예비 창업자 보호를 위해 가맹본부의 가맹사업거래 관련 주요정보를 가맹사업 정보공개시스템을 통해 제공 
- 단, 가맹본부 소재지가 서울/부산/인천/경기에 해당하는 가맹본부의 정보공개서 등록심사 업무는 해당 광역지방자치단체가 담당
```

- 공정거래 협약이행평가

```
- 대기업과 중소기업이 상호 공정한 거래질서 정착을 위해 체결한 공정거래협약에 대해 공정거래위원회와 한국공정거래조정원이 그 이행사항을 점검하고 평가하여 직권조사 면제 등의 인센티브를 부여
```

- 동의의결 이행관리

```
- 동의의결을 신청한 신청인이 최종 확정된 시정방안을 이행계획에 따라 성실하게 이행하였는지 여부를 점검
```

- 공정거래교육

```
- 사업자 간 불공정거래행위로 인한 피해에 취약한 영세 소상공인, 중소사업자를 대상으로 주요 불공정거래행위 유형 및 피해사례, 분쟁조정절차를 통한 피해구제사례 등의 교육과 불공정거래행위 발생을 사전예방하고자 하는 공공기관 등 기업들을 대상으로 주요 법위반 유형 및 사례 등의 교육 수행
```

## 연혁
- 2007년 8월  : 한국공정거래조정원 설립근거 마련 (공정거래법 제48조의2)
- 2007년 12월 : 한국공정거래조정원 설립
- 2008년 2월  : 공정거래·가맹사업거래 분쟁조정 업무 및 시장연구 업무 개시
- 2010년 6월  : 공정거래자율준수프로그램 등급평가 위탁사업 실시
- 2011년 6월  : 하도급거래 분쟁조정 업무 개시
- 2012년 1월  : 대규모유통업거래 분쟁조정 업무 개시
- 2012년 8월  : 약관 분쟁조정 업무 개시
- 2013년 1월  : 가맹정보공개서 등록심사 업무 개시
- 2017년 1월  : 대리점거래 분쟁조정 업무 개시
- 2019년 2월  : 공정거래연구센터 설립
- 2020년 1월  : 협약이행평가 업무 개시
- 2020년 9월  : 가맹종합지원센터 지정 및 업무 개시
- 2021년 5월  : 동의의결 이행관리 업무 개시

## 조직

### 한국공정거래조정원장
- 이사회
- 감사 (비상임)
- 공정거래분쟁조정협의회
- 가맹사업거래분쟁조정협의회
- 하도급분쟁조정협의회
- 대규모유통업거래분쟁조정협의회
- 대리점분쟁조정협의회
- 약관분쟁조정협의회

#### 부원장
- 운영지원팀
- 기획조정실
  - 기획예산팀
  - 교육홍보팀
  - 민원상담팀
- 분쟁조정1실
  - 분쟁조정총괄팀
  - 공정거래팀
  - 가맹유통팀
- 분쟁조정2실
  - 건설하도급팀
  - 제조하도급팀
  - 약관대리점팀
- 상생협력실
  - 가맹종합지원팀
  - CP가맹정보팀
  - 협약이행평가팀
  - 동의의결이행관리팀
- 공정거래연구센터
  - 연구행정팀

## 같이 보기
- 공정거래위원회